# Gabriel y Gabriela
Gabriel y Gabriela es una telenovela mexicana producida por Patricia Lozano y dirigida por Carlos Téllez para Televisa en 1982, basada en la exitosa historieta de Yolanda Vargas Dulché publicada en la exitosa revista Lágrimas, risas y amor.
Es protagonizada por Ana Martín interpretando un triple papel (una madre, una hija, y el hombre por el que se hace pasar la segunda), Jorge Rivero y Juan Ferrara; con las participaciones antagónicas de Jorge Humberto Robles, Liliana Abud y Nadia Haro Oliva. Con las participaciones especiales de Beatriz Sheridan, José Alonso, Jorge Martínez de Hoyos y Rafael Baledón.

## Argumento
En el bello puerto de Mazatlán nace un amor entre Renato (José Alonso) y Gabriela (Ana Martín). Él es un humilde pescador; ella es una joven de buena familia que vive con su tía, Rita (Beatriz Sheridan); una mujer enérgica e interesada que planea casar a su sobrina con Nicandro (Jorge Humberto Robles), un hombre rico pero de malas intenciones. 
Renato le pide a su padre, Benito (Jorge Martínez de Hoyos), noble y honrado, que lo acompañe a casa de Gabriela para pedir su mano. Rita se opone al matrimonio, los recibe de mala gana y los humilla, pero Benito se impone y al final logra que Rita acceda a la boda. Mientras se hacen los preparativos, Benito comienza a frecuentar a Rita y la atención y cariño que él le brinda hacen que Rita se ablande y conozca por primera vez el amor. Tiempo después, se celebra la boda de Gabriela y Renato entre lujo y alegría.
De esa unión nace una linda niña, llamada Gabrielita. Pero la felicidad del matrimonio se eclipsada por Nicandro, quien no se da por vencido y no deja de asediar y molestar a Gabriela. La desgracia también golpea a Rita; cuando por fin ha encontrado el amor y se siente más feliz que nunca, le diagnostican un cáncer terminal. A pesar de la dura noticia, Rita decide mantener su enfermedad en secreto y pasar sus últimos días en Mazatlán junto a los que ama. Poco después, Rita y Benito se casan, pero la mujer empieza a empeorar y se ve obligada a confesarles la verdad a todos, que quedan descorazonados. Rita fallece mientras Benito le lee un poema; el hombre queda embargado por el dolor y desde entonces se muestra deprimido y solitario. 
En tanto, Nicandro continúa molestando a Gabriela. Una noche mientras Renato va a una supuesta pesca, Nicandro llega a casa de Gabriela e intenta atacarla, Furioso por descubrir la trampa, Renato vuelve a su casa y se enfrenta a él para que la deje en paz, pero en medio de la oscuridad, dispara a Nicandro. Gabriela entre la confusion, termina recibiendo un disparo mortal. Renato mata a Nicandro y, desolado, toma el cuerpo inerte de su esposa y se adentra en el mar con ella hasta perderse para siempre. Don Benito está destrozado por haber perdido a todos sus seres queridos en tan poco tiempo; el dolor lo consume y se vuelve un hombre frío y hosco dedicado en cuerpo y alma a la crianza de su nieta.
Pasa el tiempo y Gabrielita ya es toda una mujer, pero no es femenina y delicada como fuera su madre, sino que siempre anda mal vestida y con el cabello corto; además, ha crecido como una salvaje entre los pescadores del puerto. Preocupado, su abuelo decide internarla en un colegio para que se refine. Cuando termina sus estudios, Gabriela regresa al pueblo y Benito la recibe con gran alegría, pues tener a su nieta junto a él de nuevo le trae la paz y la felicidad que tanto anhelaba en su vida. Para ganarse la vida, la joven decide trabajar como pescadora al igual que su abuelo. 
Por otro lado, la aristocrática doña Carolina Iturbide (Nadia Haro Oliva) enviuda y le exige a su hijo, Carlos (Jorge Rivero), que se haga cargo de la empacadora que fuera de su padre. Carlos es un buen muchacho que está comprometido con Martha (Liliana Abud), una mujer interesada que lo engaña con Leonardo (Juan Peláez), un amigo de su padre. Un día, Gabriela se pasea por la empacadora y por su aspecto poco femenino la confunden con un empleado, la mandan a cargar pescado y ella tropieza y cae junto a Carlos; los dos se sienten atraídos mutuamente desde el primer momento. 
A partir de ese momento, Gabriela decide cambiar por Carlos; se arregla como toda una señorita y se comporta más delicada y dulce. A su vez, Carlos decide romper su compromiso con Martha, pero su madre, que es dominante y manipuladora, finge estar enferma del corazón para impedirlo y así evitar el escándalo. Mientras tanto, Benito está preocupado, pues teme que su nieta sufra ya que Carlos es de otra clase social. Finalmente Gabriela y Benito se enteran del compromiso de Carlos, pero él jura que ama a Gabriela y que irá a la capital a romper su compromiso con Martha, no sin antes proponerle matrimonio a Gabriela. Ella, ilusionada, promete esperarlo. Pero cuando Carlos llega a la Ciudad de México, Martha le tiende una trampa recibiéndole con muchos periodistas y fotógrafos y contando lo felices que son y que el matrimonio será muy pronto.
La nota aparece en el periódico de Mazatlán, y Gabriela cree enloquecer de dolor al enterarse, piensa que Carlos es un traidor que solo se burló de ella. Mientras tanto, Carlos se enfrenta a Martha y le grita que ama a otra; esta, despechada, le confiesa que lo engañaba con Leonardo. El compromiso se rompe definitivamente y Carlos está ansioso por volver a Mazatlán a ver a Gabriela, pero una tormenta le impide regresar; además, su madre sufre un derrame cerebral y él decide quedarse a cuidarla. 
Gabriela, decepcionada, decide empezar otra vida y dejar atrás el dolor que siente; se viste de hombre y le dice a su abuelo que se irá a trabajar como grumete en el mar y se hará llamar Gabriel, Benito acepta con tristeza su decisión y se despide de su nieta. Después de varios días en el barco, Gabriela recibe la orden de dejar un mensaje a un pasajero, el millonario Fernando del Valle (Juan Ferrara). Este, que está borracho, le entrega una propina excesivamente generosa, así que al día siguiente Gabriela le devuelve el dinero. Asombrado por su generosidad, Fernando ofrece a Gabriela contratarla como su ayudante; ella acepta y empieza a sentirse atraída por el millonario.
Mientras tanto, doña Carolina fallece y Carlos acude a Mazatlán a buscar a Gabriela. Benito lo insulta y lo echa de su casa, pero Carlos logra explicarle que nunca se casó con Martha, sino que ella le tendió una trampa y que a la única que ama es a Gabriela. Los dos van a buscarla al puerto, pero ya es demasiado tarde: el barco se ha ido. Gabriela, que empieza a enamorarse de Fernando, le hace saber que tiene una hermana gemela que lo irá a visitar. En la noche, Gabriela se presenta muy arreglada y hermosa ante Fernando, que queda deslumbrado y se empieza a enamorar de ella. 
En el puerto, Carlos sigue buscando a Gabriela sin éxito. Ella aún piensa en él, pero cree que el amor que le empieza a despertar Fernando le hará olvidarlo. Sin embargo, Fernando descubre a su ayudante poniéndose una peluca y cree que es un travestido, se siente engañado e intenta matarlo, pero Gabriela logra huir. Más tarde, se presenta ante Fernando mostrándole su busto y confesándole que es realmente una mujer y que Gabriel jamás existió. Aliviado y feliz, Fernando le propone matrimonio y ella acepta; los dos deciden ir a Mazatlán para que Fernando pida formalmente su mano a Benito, pero allí Gabriela se reencontrará con Carlos y empezará a tener dudas sobre a quién ama en verdad.

## Elenco
Elenco estelar por orden de aparición en la entrada
- Ana Martín - Gabriela Brito Rocafuerte de Reyes (madre) / Gabriela Reyes Brito (hija) / Gabriel Reyes Brito
- Jorge Rivero - Carlos Iturbide
- Jorge Martínez de Hoyos - Benito Reyes
- Liliana Abud - Martha Ascanio
- Rafael Baledón - Raúl
- Nadia Haro Oliva - Carolina Valverde viuda de Iturbide
- Pancho Müller - Gervasio
- Patricio Castillo - Marcos
- Aurora Alonso - Manuela
- Rodolfo Rodríguez - Fermín
- Patricia Arredondo - Serafina
- Luis Miranda - Andrés
- Emoé de la Parra - Rocío Iturbide
- Juan Peláez - Leonardo
- Juan Ferrara - Fernando del Valle

Elenco recurrente
- Beatriz Sheridan - Rita Rocafuerte de Reyes
- José Alonso - Renato Reyes
- Jorge Humberto Robles - Nicandro
- Roxana Chávez - Flora
- Kokin Li - Li
- Arturo Allegro - Chon
- Patricia Thomas - Ivonne
- Alejandra Peniche - Nora
- Karmen Erpenbanch - Lupe
- Lourdes Munguía - Dora
- Lupita Pallás - Eduviges
- Rosa María Morales - Herlinda
- Scarlet Maceira - Margarita
- Cinthia Riveroll - Gloria
- Simone Brook - Evelia
- Alejandra Espejo - Silvia
- Francisco del Toro - Roberto
- Alonso Echánove - José
- Armando Pacheco - Matías
- Marcial Salinas - Dionisio
- Odiseo Bichir - Ismael
- Paty Durán - Reina
- Rubén Calderón - Santiago
- Alejandro Tommasi
- Jorge Fegan - Sr. Goizurieta
- Alberto Inzúa - Oficial
- José Navarrete
- José Luis Avendaño
- Iván René
- Queta Carrasco - Brígida
- Lisette Flores - Gabriela Reyes (niña)
- Osvaldo Doria
- Alejandra Meyer - Isaura
- Lupita Sandoval
- Antonio Miguel - Rafael
- Liza Willert - Regina
- María González - Evelia
- Pablo Jaime - Pancho
- Alejandro Sevilla - Dr. Fuentes
- Lisette Flores - Gabrielita Reyes (5 años)
- Susana Barragán - Gabriela Reyes (9 años)
- Jaime Brizi - Raúl
- Al Suárez - Oficial

## Equipo de producción
- Historia original de: Yolanda Vargas Dulché
- Tema musical: Dulce amor
- Autor: Bebu Silvetti
- Intérprete: Ana Martín
- Ambientación: Teresa Pecanins
- Realización: Karlos Velázquez
- Dirección: Carlos Téllez
- Productora: Patricia Lozano

## Exposición al Homenaje deYolanda Vargas Dulchéal Museo de Arte Popular
El sábado 24 de noviembre de 2012 se inauguró una exposición en homenaje Yolanda Vargas Dulché, Contadora de Historias, en el Museo de Arte Popular. La exposición es un homenaje a quien fuera una de las pioneras de las historietas en nuestro país, con obras como Memín Pinguín, María Isabel, Rubí,  El Pecado de Oyuki y Yesenia.
Autora sui géneris, cuya obra se arraigó en el gusto del pueblo por cerca de cuatro décadas, y que ahora el público podrá recordar y disfrutar a través de la Exposición Yolanda Vargas Dulché. Contadora de historias, que presenta el Museo de Arte Popular (MAP), en colaboración con Editorial Vid y Televisa, del 24 de noviembre, de 2012, al 31 de marzo, de 2013.

## Premios y nominaciones

### Premios TVyNovelas 1983
| Categoría        | Nominado(a)             | Resultado |
| ---------------- | ----------------------- | --------- |
| Mejor telenovela | Patricia Lozano         | Nominada  |
| Mejor actriz     | Ana Martín              | Nominada  |
| Mejor actor      | Jorge Martínez de Hoyos | Ganador   |

Nota: Jorge Martínez de Hoyos se convirtió en el primer actor en recibir el primer premio TVyNovelas al mejor actor.